# مديرية حبيل جبر

تعديل مصدري - تعديل

مديرية حبيل جبر إحدى مديريات ردفان الاربع التابعة محافظة لحج في اليمن وتتميز مديرية حبيل جبر بكثافة القرى المنتشرة في انحاء متفرقة من المديرية حيث بلغ عدد سكانها 41474 نسمة عام 2004.

## مناخ المديرية
مناخ مديرية حبيل جبر يعتبر مناخ متوسط الحرارة، وتتميز بسقوط الأمطار في فصل الصيف بغزارة حيث تنتشر الزراعة في معظم القرى المحيطة بالمديرية خلال فصل الصيف وأول فصل الخريف.

## سوق المديرية الشعبي
للمديرية سوق واحد وهو يوم السبت من كل اسبوع حيث يتوافد الناس إلى مركز المديرية للقيام بعملية الشراء والبيع وشراء مستلزمات الحياة

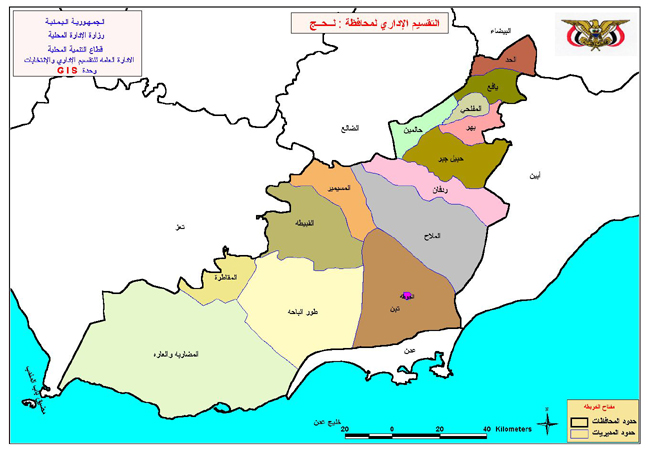
موقع مديرية حبيل جبر في محافظة لحج